# Фадеев, Яков Семёнович
Яков Семёнович Фадеев (1899—1985) — старший производитель работ треста «Мосстрой» № 17 Главмосстроя, Герой Социалистического Труда (01.02.1957).
Родился в 1899 году в д. Левшино Тарусского уезда Калужской губернии в крестьянской семье.
С 1912 г. подсобный рабочий на стройках Подмосковья.
Освоив специальность штукатура, перешел на работу в трест Мосжилстрой, где вскоре возглавил бригаду.
Несмотря на то, что имел всего несколько классов образования, в начале 1950-х гг. был назначен сначала прорабом, затем старшим прорабом треста «Мосстрой» № 17 Главмосстроя.
Экспериментатор, новатор производства, рационализатор. В 1956 году возглавляемый им прорабский участок за 76 дней построил крупноблочное школьное здание в Большом Песчаном переулке в Москве, сэкономив 326 тысяч рублей. Так же быстро была построена школа на Хорошевском шоссе, экономия — 337 тыс. рублей. Школа из крупных блоков в Больничном переулке построена за 56 дней.
Герой Социалистического Труда (01.02.1957). Награждён двумя орденами Ленина (16.03.1949, 01.02.1957)
С 1962 г. на пенсии.
Умер в Москве в 1985 г.